# Colégio Centenário
O Colégio Centenário é um colégio metodista situado na Rua Dr. Turi, Centro, no município de Santa Maria, no Rio Grande do Sul.

## História
Seu nome deriva da data de fundação, 27 de março de 1922, no exato ano do primeiro centenário da Independência do Brasil. Suas fundadoras foram duas missionárias estadunidenses da Igreja Metodista, Miss Eunice Andrew e Miss Louise Best. O financiamento foi obtido  através de um esforço particular das Sociedades Metodistas de Senhoras dos Estados Unidos da América, como parte das celebrações do Centenário das Missões Metodistas, e a pedra fundamental foi lançada no dia 7 de setembro do ano anterior.
No início, era apenas um chalé, mas, com o passar dos anos, diversos prédios foram construídos e a escola passou a oferecer cursos de todos os níveis, desde a pré-escola até o curso superior, para o que se encontra integrada à Faculdade Metodista de Santa Maria - FAMES (nos mesmos prédios). O estilo arquitetônico segue o modelo das universidades dos Estados Unidos da América, lembrando a forma de uma casa, com telhado triangular e parede de tijolos sem cobertura. 
Seu lema, desde o começo, foi "educar a mente a pensar, o corpo a agir e o coração a sentir", refletindo a meta de uma formação integral do aluno. Sendo inicialmente um colégio somente para meninas, passou a aceitar meninos na década de 1970. Além disso, durante décadas houve um regime de internato para moças, hoje desativado. Em 2007, o prédio inaugural, o mais antigo e histórico, sofreu um incêndio e ainda não foi reconstruído. 
Desde 2006, o Colégio Metodista Centenário integra a Rede Metodista de Educação e é dirigido por um conselho diretor que representa a Igreja Metodista (cuja presença na cidade também é histórica e centenária), perdendo portanto o modelo de direção "familiar" mantido desde o tempo das fundadoras.

## Notas históricas

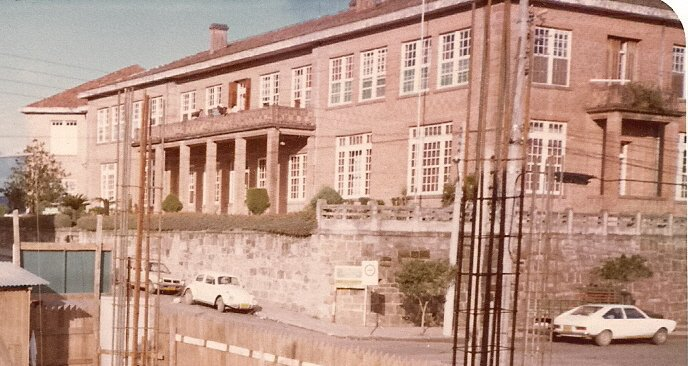
Vista do prédio incendiado em 2007, provavelmente da década de 1970 (foto de Márcia Barreto).

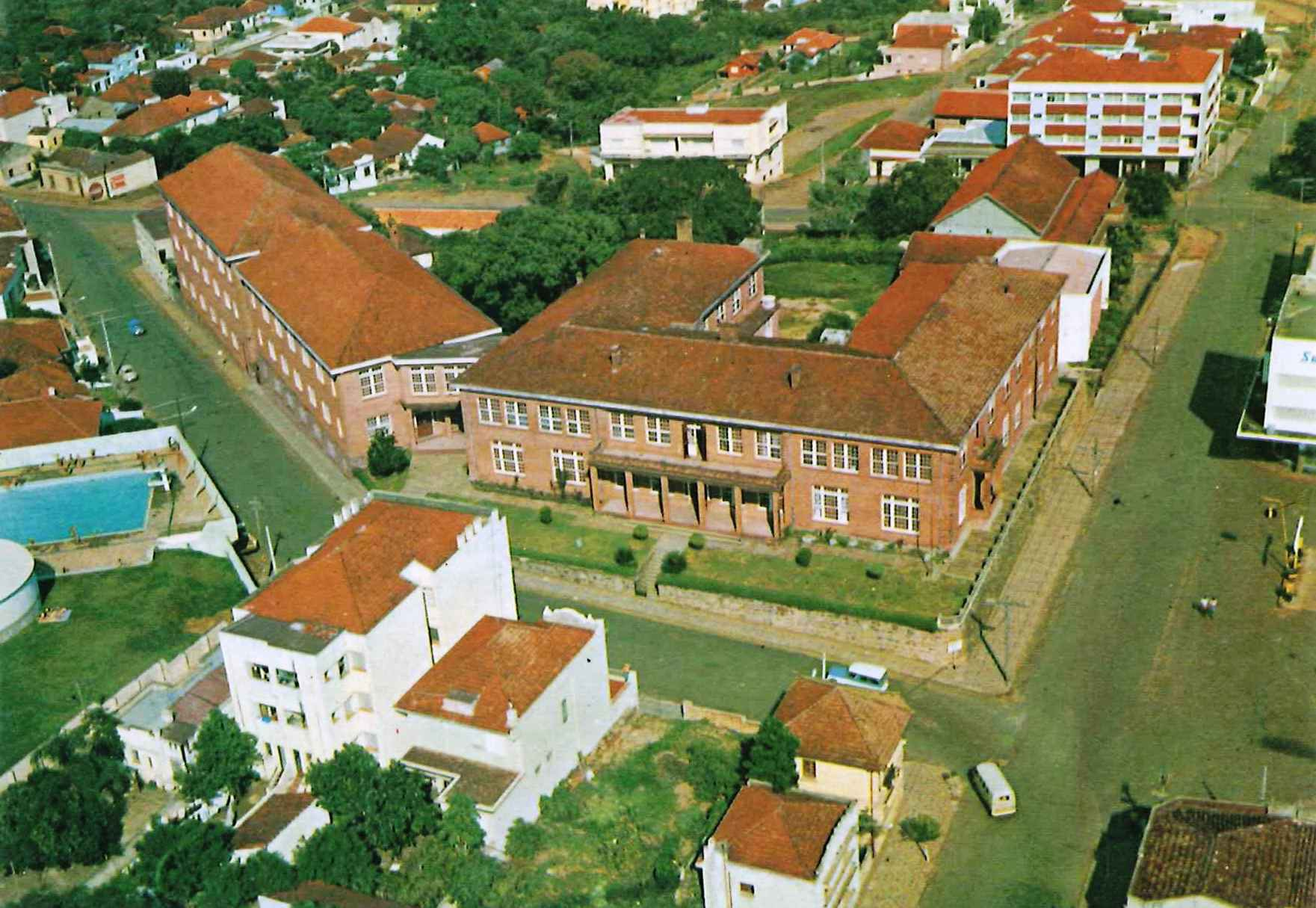
Vista aérea do colégio nos anos 70.